# آرش عاشوری‌نیا
آرش عاشوری‌نیا (۶ بهمن ۱۳۵۹ – ۶ مهر ۱۴۰۱) عکاس خبری اهل ایران بود. او برنده جایزه فتوبلاگیز سال ۲۰۰۵ و جایزه ویژه خبرنگاران بدون مرز در سال ۲۰۰۶ است. عکس‌های او به‌ویژه از اعتراضات سال ۱۳۸۸ شهرت دارد که آن زمان در وب‌سایت او به اسم «کسوف» منتشر می‌شد.
آرش عاشوری‌نیا فعالیت‌های حرفه‌ای خود را با ورود به حوزهٔ عکاسی صنعتی و تبلیغاتی در سال ۱۳۷۹ آغاز کرد و از سال ۱۳۸۲ با «سایت عکاسی» همکاری مستمر داشت. با راه‌اندازی فتوبلاگ «کسوف» در سال ۱۳۸۳ عکاسی در زمینه خبری و مستند اجتماعی را شروع کرد.او در جامعه عکاسی ایران با سایت عکس «کسوف» که در سال ۱۳۸۳ راه انداخته بود و فعالیت‌هاش در «سایت عکاسی» شناخته می‌شد.آرش عاشوری‌نیا در انتخابات ریاست‌جمهوری سال ۱۳۸۴ به‌عنوان عکاس روزنامه یاس نو فعالیت می‌کرد و عکس‌هایش از رویدادهای سیاسی و اجتماعی ایران در دهه ۸۰ در حافظه تصویری ایرانیان باقی مانده‌است. او همچنین در دور جدید انتشار مجله زنان، دبیر عکس این مجله بود.
عاشوری‌نیا طی سال‌های فعالیت خود پرتره‌های بسیار ارزشمندی از شخصیت‌های برجسته فرهنگی و هنری ایران گرفته‌است؛ پرتره‌هایی از محمدرضا شجریان، سیمین بهبهانی، امیر هوشنگ ابتهاج، میرحسین موسوی، محمد خاتمی و… علاوه بر این در زمینه عکاسی صنعتی و تبلیغاتی نیز بسیار فعال و اثرگذار بود.
برگزاری دو نمایشگاه عکس در تهران و دو نمایشگاه عکس دیگر در لندن و کلن از فعالیت‌های نمایشگاهی عاشوری‌نیا بود.

## درگذشت
عاشوری‌نیا روز چهارشنبه ۶ مهر ۱۴۰۱ براثر برق‌گرفتگی در ۴۱ سالگی درگذشت. پیکر وی صبح جمعه ۸ مهر ۱۴۰۱ در قطعه هنرمندان بهشت زهرا به خاک سپرده شد. همچنین در مراسم خاکسپاری وی مهدی قاسمی، علیرضا نیک‌نژاد، هادی حیدری، امید نعمتی، سعید شریعتی، شرمین نادری، حمیدرضا ابک و علیرضا عصار در آنجا حضور داشتند. او پیش از مرگ ناگهانی‌اش، در روزهای اخیر با انتشار عکس‌ها و پست‌هایی در شبکه‌های اجتماعی از خیزش سراسری مردم ایران علیه جمهوری اسلامی حمایت کرده بود. عاشوری‌نیا روزهای پیش از فوتش عکسی از اعتراضات سراسری در تهران منتشر کرده بود که با فشار نهادهای امنیتی مجبور به حذف آن شد. عاشوری‌نیا در دو دهه گذشته همواره اعتراضات ضد حکومتی در ایران را پوشش می‌داد و در تجمعات مربوط به اعتراضات دانشجویی، اعتراضات زنان و جنبش‌های اجتماعی، همواره حضور داشت و عکس‌های مربوط به آن‌ها را در تاریخ ثبت کرد.